# Смеющийся мечеклювый древолаз
Смеющийся мечеклювый древолаз (лат. Xiphorhynchus flavigaster) — вид воробьиных птиц из семейства печниковых. Выделяют восемь подвидов. Довольно крупные и обычные в Центральной Америке птицы.

## Распространение
Распространены в Белизе, Коста-Рике, Сальвадоре, Гватемале, Гондурасе, Мексике и Никарагуа. Обитают в сухих и влажных тропических лесах.

## Описание
Длина тела 20—26,5 см. Самцы весят 40—62 г, самки — 35—56. Клюв длинный, умеренно тяжёлый и бледный.

## Биология
В рацион входят как членистоногие, так и, в меньшей степени, мелкие позвоночные (ящерицы).
МСОП присвоил виду охранный статус LC.